# Viktoria 1895 Breslau
Viktoria 1895 Breslau – niemiecki klub piłkarski z siedzibą we Wrocławiu, działający w latach 1895–1945.

## Historia
Klub Viktoria 1895 Breslau został założony w 1895 roku. W sezonie 1943/44 debiutował w Gauliga Niederschlesien, w której zajął 3 miejsce w Staffel 1. W 1945 klub został rozwiązany.